# کالورت (تگزاس)
کالورت، تگزاس(به انگلیسی: Calvert, Texas) شهری در ایالت تگزاس از ایالات جنوبی ایالات متحده آمریکا است. در سرشماری سال ۲۰۰۰، جمعیت این شهر ۱۴۲۶ نفر اعلام شد.